# Bob Morane
Bob Morane är en belgisk äventyrsserie med omfattande inslag av science fiction. Den är baserad på en äventyrsboksserie (skapad 1953) av Henri Vernes (1918-2021), som även skrev manus till den tecknade serien (från och med 1959). Serien gick i tidningen Femmes d'Aujourd'hui.

## Historik
Serien har under åren haft olika tecknare, varav den mest kände troligen är William Vance. Andra inblandade har varit Dino Attanasio, Gérald Forton och Coria. Pierre Joubert har gjort omslag till såväl Henri Vernes' bokserie som till seriealbumen. Numera tecknas serien av Frank Leclercq.

### I Sverige
I Sverige har serien förekommit bland annat i Seriemagasinet (under namnet Äventyraren Bob Morane), SM Special och Super-tempo. Fyra album har dessutom publicerats av Semic.
Flera av böckerna om Bob Morane har givits ut i svensk översättning av B. Wahlströms ungdomsböcker. Häär stavas dock hjältens namn Bob Moran.

## Bob Morane i andra medier
Bob Morane har blivit film 1960, tecknad tv-serie 1997 och svartvit tv-serie 1965. Den franska musikgruppen Indochines hit L'Aventurier från 1984 handlar om Bob Morane.